# Gaspar Juan Gil
Gaspar Juan Gil (Soneixa, 1845 - ?) fou un advocat i polític valencià, fill de Francisco Juan Ribas, alcalde de Castelló de la Plana. Llicenciat en dret, de jove es decantà per la política i fou diputat a la Diputació de Castelló pel districte de Castelló el 1871, pel de Sogorb el 1874 i pel de Castelló novament el 1877. Fou elegit diputat del Partit Republicà Democràtic Federal a les eleccions generals espanyoles de 1873 pel districte de Nules. Després de la restauració borbònica es va adscriure al Partit Republicà Possibilista d'Emilio Castelar, amb el que fou escollit novament diputat provincial pel districte de Nules-Sogorb el 1883-1884 i pel de Castelló el 1891-1893. El 1890 també fou nomenat síndic de l'Ajuntament de Castelló i formà part del consell d'administració del ferrocarril Onda-Grau de Castelló.